# Lista de prefeitos de Cesário Lange
Esta é a lista de prefeitos e vice-prefeitos do município de Cesário Lange, estado brasileiro de São Paulo
| Nº | Nome                           | Partido      | Vice-prefeito                       | Início do mandato       | Fim do mandato         | Observações                                           |
| 1  | Aristeu Vasconcellos Leite     | ARENA        | Cesário Martins Ribeiro             | 1° de janeiro de 1960   | 30 de janeiro de 1963  | Prefeito e vice eleitos em sufrágio universal         |
| 2  | Benedito de Camargo Barros     | MDB          |                                     | 30 de janeiro de 1963   | 31 de dezembro de 1968 | Prefeito eleito                                       |
| 3  | Aristeu Vasconcellos Leite     | ARENA        |                                     | 1° de janeiro de 1969   | 30 de janeiro de 1973  | Prefeito eleito                                       |
| 4  | Natan Pires da Silva           | ARENA        |                                     | 31 de janeiro de 1973   | 31 de dezembro de 1976 | Prefeito eleito                                       |
| 5  | Eliseu Nelson Lima Pereira     | ARENA        |                                     | 1° de janeiro de 1977   | 31 de janeiro de 1983  | Prefeito eleito                                       |
| 6  | Aristides Perez                | PMDB         |                                     | 1° de fevereiro de 1983 | 31 de dezembro de 1988 | Prefeito eleito                                       |
| 7  | Gilberto Radicce               | PMDB         |                                     | 1º de janeiro de 1989   | 31 de dezembro de 1992 | Prefeito eleito                                       |
| 8  | Natan Pires da Silva           | PSD          | João Batista da Silva Proença (PFL) | 1º de janeiro de 1993   | 3 de abril de 1996     | Prefeito e vice eleitos em sufrágio universal         |
| —  | João Batista da Silva Proença  | PFL          | —                                   | 3 de abril de 1996      | 31 de dezembro de 1996 | Vice-prefeito eleito no cargo de Prefeito             |
| 9  | Gilberto Radicce               | PSDB         |                                     | 1º de janeiro de 1997   | 31 de dezembro de 2000 | Prefeito e vice eleitos em sufrágio universal         |
| 10 | Élbio Aparecido Trevisan       | PTB          | Ramiro de Campos (PDT)              | 1º de janeiro de 2001   | 31 de dezembro de 2004 | Prefeito e vice eleitos em sufrágio universal         |
| 10 | Élbio Aparecido Trevisan       | PDT          | João Vicente Ribeiro da Silva (PSB) | 1º de janeiro de 2005   | 31 de dezembro de 2008 | Prefeito reeleito e vice eleito em sufrágio universal |
| 11 | Ramiro de Campos               | PSDB         | Ronaldo Pais de Camargo, Dinho (PR) | 1º de janeiro de 2009   | 31 de dezembro de 2012 | Prefeito e vice eleitos em sufrágio universal         |
| 11 | Ramiro de Campos               | PSDB         | Ronaldo Pais de Camargo, Dinho (PR) | 1º de janeiro de 2013   | 31 de dezembro de 2016 | Prefeito e vice reeleitos em sufrágio universal       |
| 12 | Ronaldo Pais de Camargo, Dinho | PSDB         | Gilberto Radicce (PR)               | 1º de janeiro de 2017   | 31 de dezembro de 2020 | Prefeito e vice eleitos em sufrágio universal         |
| 12 | Ronaldo Pais de Camargo, Dinho | PSDB         | Márcia Campos (PSDB)                | 1º de janeiro de 2021   | 31 de dezembro de 2024 | Prefeito reeleito e vice eleita em sufrágio universal |
| 13 | Ramiro De Campos               | Republicanos | André Canjica (PSD)                 | 1º de janeiro de 2025   | presente               | Prefeito e vice eleitos em sufrágio universal         |